# Konwencje w teoriach relatywistycznych
Konwencje w teoriach relatywistycznych – konwencje związane z indeksami występującymi we wzorach, stosowane w teoriach relatywistycznych (szczególnej teorii względności, ogólnej teorii względności, elektrodynamice, relatywistycznej mechanice kwantowej).

## Konwencja sumacyjna Einsteina
Konwencja sumacyjna Einsteina to skrócony zapis, w którym pomija się znak sumowania {\displaystyle \sum ,} jeżeli w wyrażeniu po znaku sumy występują jednocześnie symbole z indeksami górnymi i symbole z indeksami dolnymi lub jeden symbol o tych dwóch indeksach, np. {\displaystyle \sum _{j=0}^{3}g_{ij}A^{j}=g_{ij}A^{j}} – indeksem sumacyjnym (niemym) jest {\displaystyle j.}

## Tensor metryczny
(1) Tensor metryczny danego układu współrzędnych krzywoliniowych:
{\displaystyle g^{\mu \nu }} – składowe kontrawariantne tensora metrycznego
{\displaystyle g_{\mu \nu }} – składowe kowariantne tensora metrycznego
(2) Wyznacznik kowariantnego tensora metrycznego {\displaystyle g_{\mu \nu }} tradycyjnie oznacza się literą {\displaystyle g,} tj.
{\displaystyle g\equiv \det(g_{\alpha \beta })}
(3) Tensor metryczny kontrawariantny jest zadany macierzą odwrotną do macierzy tensora kowariantnego, tj.
{\displaystyle [g^{\mu \nu }]=[g_{\mu \nu }]^{-1}}

## Indeksy greckie
Indeksy oznaczane literami alfabetu greckiego ({\displaystyle \alpha ,\beta ,\gamma ,\dots ,\mu ,\nu ,\tau } itp.) przebiegają wszystkie możliwe wartości, zależnie od wymiaru {\displaystyle n} przestrzeni, w której rozważa się tensory.
a) W czasoprzestrzeni, która jest przestrzenią 4-wymiarową, indeksy przebiegają 4 wartości; tradycyjnie używa się liczb z zakresu {\displaystyle \{0,1,2,3\}} (lub {\displaystyle \{1,2,3,4\}}), np.
- {\displaystyle x_{\nu }} – składowe kowariantne czterowektora położenia, przy czym:
  - {\displaystyle x_{0}} – składowa czasowa
  - {\displaystyle x_{1},x_{2},x_{3}} – składowe przestrzenne

- {\displaystyle p_{\mu }} – składowe kowariantne czterowektora pędu, przy czym:
  - {\displaystyle p_{0}} – składowa czasowa,
  - {\displaystyle p_{1},p_{2},p_{3}} – składowe przestrzenne

b) Ogólnie, dla przestrzeni {\displaystyle n}-wymiarowych indeksy przyjmują {\displaystyle n} wartości, np. ze zbioru {\displaystyle \{0,1,2,\dots ,n-1\}} lub {\displaystyle \{1,2,\dots ,n\}.}

## Indeksy łacińskie
Indeksy oznaczane literami alfabetu łacińskiego, np. {\displaystyle i,j,k} przebiegają zbiór wartości {\displaystyle \{1,2,3\}.}
Tensory indeksowane w ten sposób są tensorami zdefiniowanymi nad przestrzenią 3-wymiarową.
Np.
{\displaystyle x_{i}} – składowe przestrzenne 3-wektora położenia, {\displaystyle i=1,2,3}
{\displaystyle p_{i}} – składowe przestrzenne 3-wektora pędu, {\displaystyle i=1,2,3}
{\displaystyle T_{ij}} – składowe przestrzenne tensora napięć-energii, {\displaystyle i,j=1,2,3}

## Podnoszenie/opuszczanie wskaźników
(1) Aby opuścić wskaźnik wektora (ogólnie: tensora) mnoży się współrzędną z górnym wskaźnikiem przez tensor metryczny kowariantny
{\displaystyle V_{\mu }=g_{\mu \nu }V^{\nu }}
(2) Aby podnieść wskaźnik wektora (lub ogólnie: tensora) mnoży się współrzędną z dolnym wskaźnikiem przez tensor metryczny kontrawariantny
{\displaystyle V^{\mu }=g^{\mu \nu }V_{\nu }}

## Pochodna cząstkowa i kowariantna
W układach krzywoliniowych nieortogonalnych sama pochodna cząstkowa nie ma charakteru tensorowego – dlatego definiuje się tzw. pochodną kowariantną, która ma charakter tensorowy (jest ona równa pochodnej cząstkowej uzupełnionej o dodatkowe składniki, związane z krzywoliniowością układu współrzędnych).
Oznaczenia:
- w teorii względności:
  - pochodna cząstkowa 1-go rzędu – przecinek: {\displaystyle V_{,\mu }}
  - pochodna cząstkowa 2-go rzędu – przecinek: {\displaystyle V_{,\mu \nu }}
  - pochodna kowariantna – średnik: {\displaystyle V_{;\mu }}
- w mechanice kwantowej:
  - pochodna cząstkowa – stylizowana delta: {\displaystyle \partial _{\mu }V}
  - pochodna kowariantna – duża litera {\displaystyle \operatorname {D} {:}} {\displaystyle \operatorname {D} _{\mu }V}
- w mechanice klasycznej:
  - pochodna cząstkowa – przecinek: {\displaystyle V_{,\mu }}
  - pochodna kowariantna – nabla: {\displaystyle \operatorname {\nabla } _{\mu }V}